# Età antica

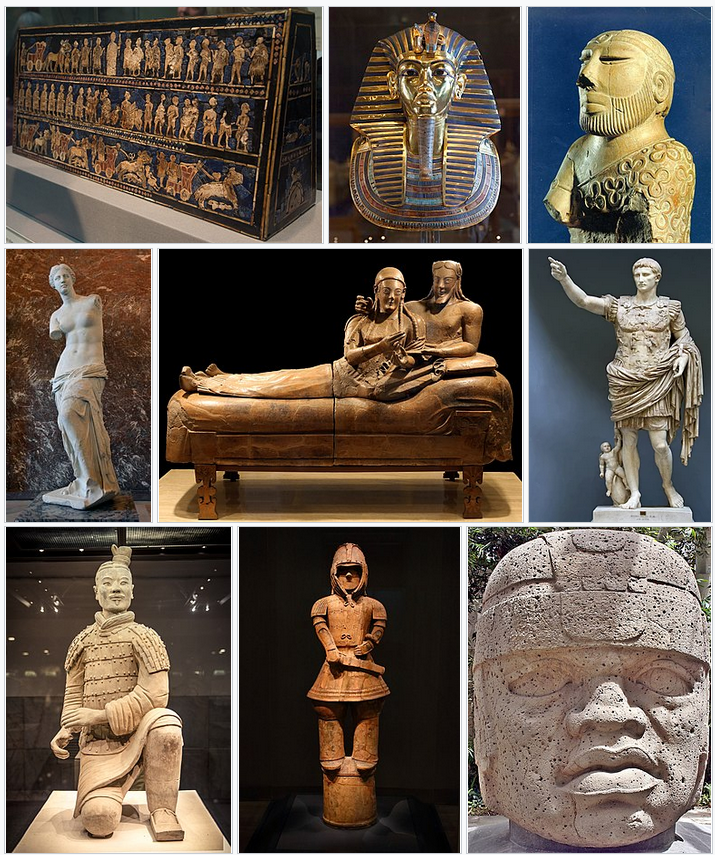
Celebri opere d'arte antiche, ognuna espressione di una specifica civiltà. Da sinistra a destra e dall'alto verso il basso: lo Stendardo di Ur (sumerico), la Maschera di Tutankhamon (egizia), il re-sacerdote di Harappa (valle dell'Indo), la Venere di Milo (greca), il Sarcofago degli Sposi (etrusco), l'Augusto di Prima Porta (romano), un soldato dell'esercito di terracotta (cinese), il guerriero Haniwa in armatura Keikō (giapponese) e una testa colossale precolombiana (olmeca).

L'Età antica o Evo antico è una delle età storiche della periodizzazione tradizionale del passato dell'umanità; essa segue la Preistoria e precede il Medioevo. In Europa, Nordafrica e Medio Oriente ha una durata approssimativa di 4 000 anni, mentre in altre aree culturali la sua durata varia anche notevolmente.
Le caratteristiche fondamentali di quest'età sono tutte conseguenze della Rivoluzione urbana: un'eccedenza alimentare che portò ad un incremento demografico e quindi alla nascita delle prime città e delle prime forme di economia di mercato, il sorgere delle prime forme di Stato, dapprima in forma di città-stato, poi di regno e infine di impero, la suddivisione in classi sociali connotate da forti disuguaglianze, un commercio regolare su distanze anche lunghe, la nascita della moneta, l'invenzione e la diffusione della scrittura, la nascita dell'architettura monumentale. Inoltre, una divisione del lavoro sempre più spinta permise a larghi settori della popolazione di dedicarsi ad attività non produttive, fenomeno che permise la nascita di scienze esatte e predittive come l'aritmetica, la geometria e l'astronomia.
Nel contesto della Rivoluzione urbana si originò anche un nuovo tipo di religiosità, di tipo politeistico e antropomorfo, espressione dell'identità sociale dello Stato; successivamente nell'Età antica nacquero però anche due religioni universali: in India il Buddismo (VI-V secolo a.C.) e in Palestina il Cristianesimo (I secolo d.C.), che poi ebbero una diffusione notevole in vaste aree del pianeta, che ancora caratterizza il tempo presente, essendo esse tra le religioni più praticate. La data approssimata in cui nacque il fondatore del Cristianesimo, Gesù, è oggi utilizzata a livello globale come momento dal quale si contano gli anni nelle due direzioni della linea del tempo: "dopo Cristo" o "era volgare" e "avanti Cristo" o "avanti l'era volgare". 
Nelle varie civiltà, si è soliti distinguere all'interno dell'Evo antico un'età classica, che ha costituito per tutta la storia successiva un riferimento essenziale, una fonte inesauribile di modelli, idealizzati o criticati, costantemente reinterpretati e discussi.

## Caratteristiche generali

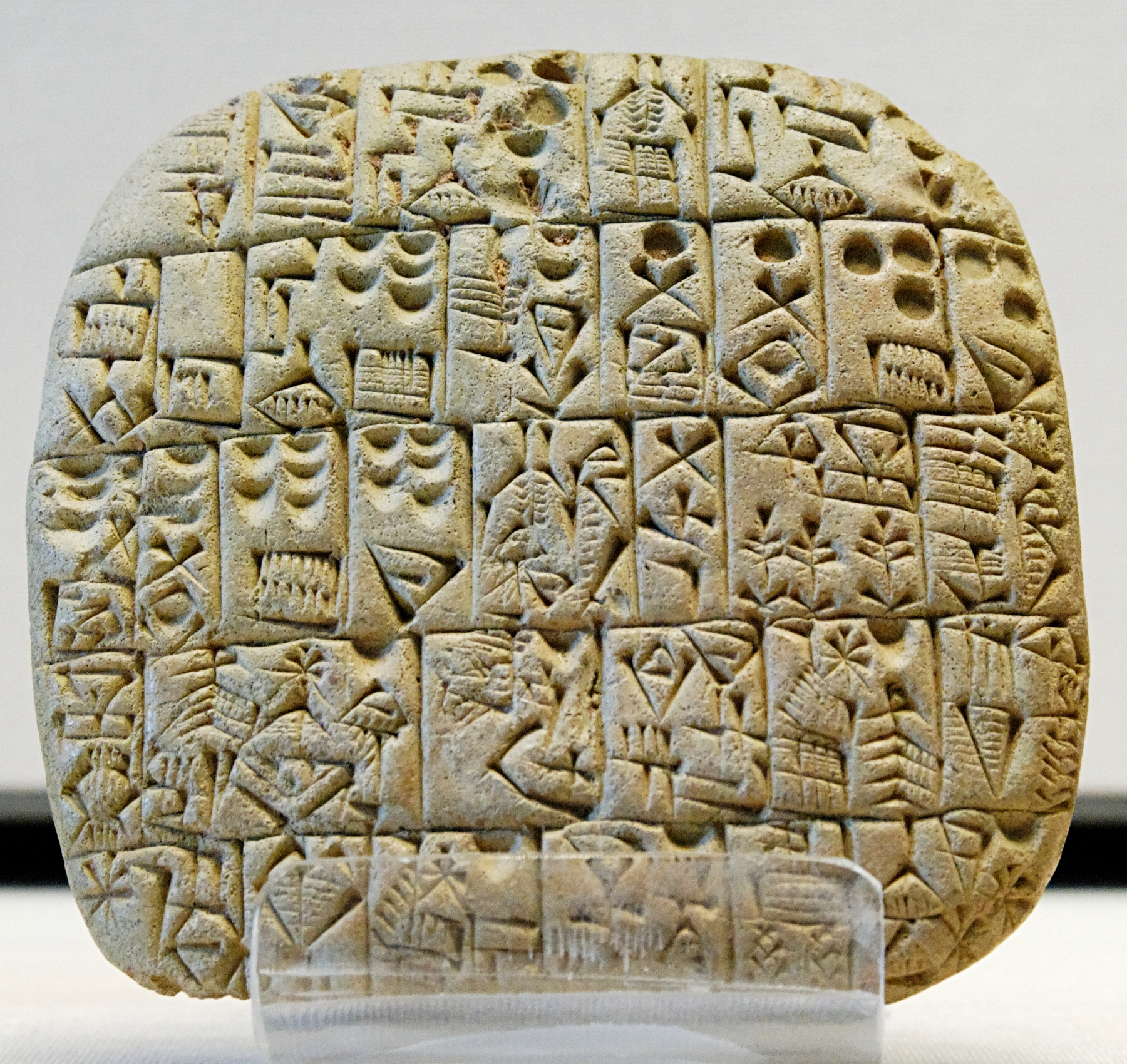
Contratto di vendita di un campo e una casa (Shuruppak, 2600 a.C. circa), in cui si utilizza una scrittura proto-cuneiforme

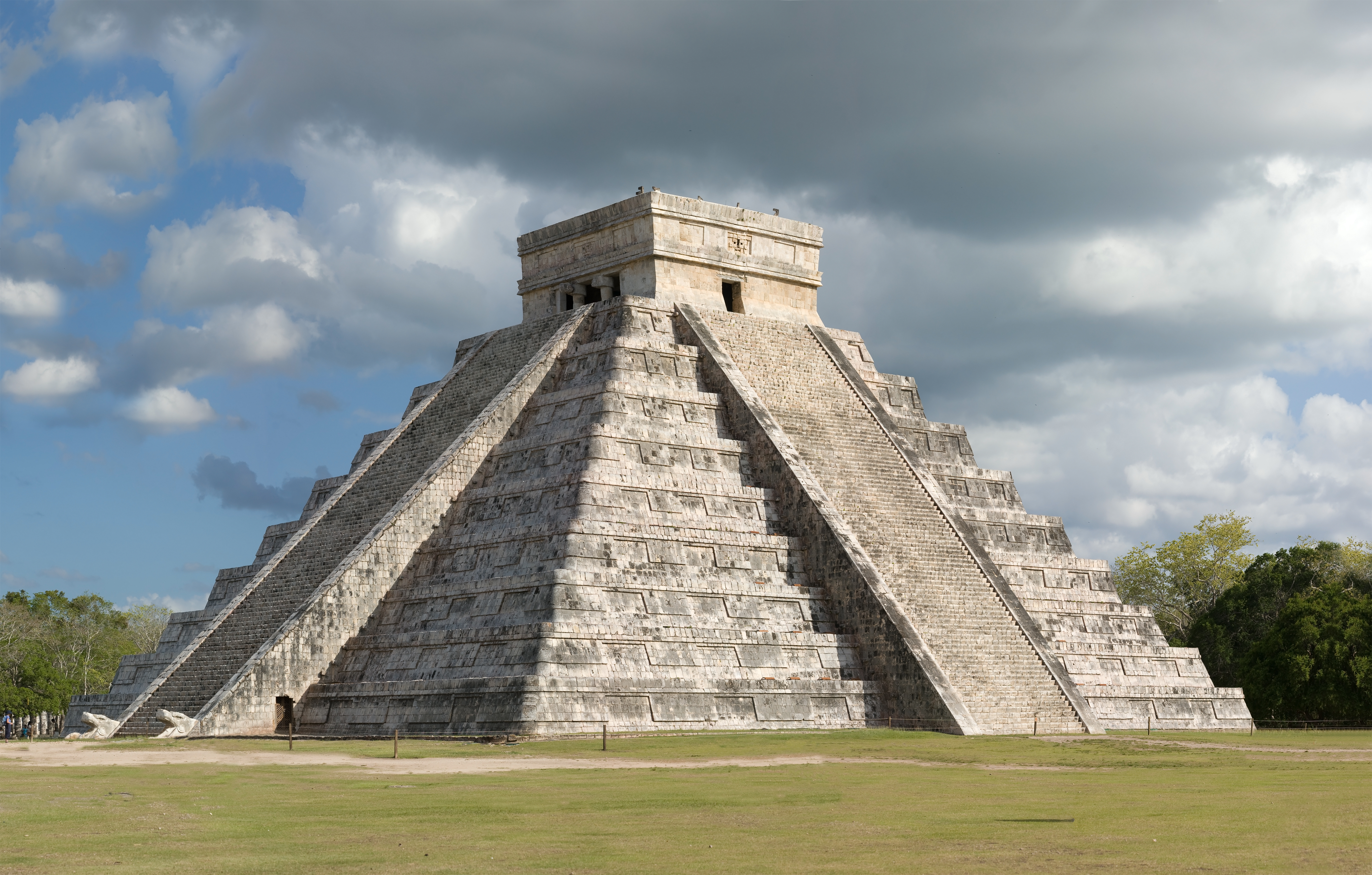
Architettura momumentale: la piramide di Kukulkán (Mesoamerica)

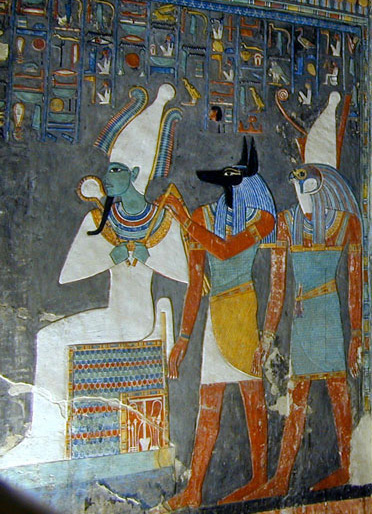
Politeismo egiziano: Osiride, Anubi e Horus dipinti nella tomba di Horemheb

L'invenzione della scrittura, considerata l'evento che segna il passaggio dalla Preistoria all'Età antica, è una conseguenza della Rivoluzione urbana. Non è un
caso che le prime forme di scrittura siano comparse esclusivamente nelle aree dove sorsero le prime città e le prime forme di Stato. Il contesto sociale urbano venutosi a creare era infatti caratterizzato da una notevole complessità dell'amministrazione e del commercio, e ciò richiedeva un sistema per registrare la contabilità delle entrate, delle uscite e delle operazioni di immagazzinamento e di inventario, operazioni che richiedevano la gestione di una quantità di dati eccessiva per la memoria umana. Ciò portò all'invenzione della scrittura, che solo più tardi venne impiegata per altri fini, tra cui quelli letterari e di comunicazione. I testi letterari più antichi giunti fino a noi sono stati composti nell'Età antica, ma risalgono a un millennio abbondante dopo l'invenzione della scrittura, ovvero alla fine del III millennio avanti Cristo; i primi autori letterari noti sono Ptahhotep, egiziano, e Enḫeduanna, sumera. La prima forma di scrittura è stata quella logografica, come la cuneiforme e la geroglifica; poi si passò a quella sillabica e infine a quella alfabetica, come l'alfabeto ugaritico, da cui derivò quello fenicio, che a sua volta poi si diffuse nel Mediterraneo ed è alla base di tutti gli alfabeti usati in seguito, come l'alfabeto greco e quello latino.
La Rivoluzione urbana è dunque il processo che caratterizzò, nei vari luoghi del pianeta, la fase iniziale dell'Età antica e il nuovo contesto sociale che ne risultò è quello che contraddistinse tutta l'età. Le aree in cui si verificò dapprima la Rivoluzione urbana erano tutte localizzate lungo i fiumi; si parla infatti di "civiltà fluviali". In queste aree le popolazioni cominciarono a canalizzare l'acqua dei fiumi per sviluppare un'agricoltura irrigua, al fine di favorire la crescita delle piante e ottenere raccolti più abbondanti. Ciò generò una notevole eccedenza alimentare. L'abbondanza di cibo portò ad un incremento demografico e quindi alla nascita delle prime città e alla fine dell'economia di sussistenza che caratterizzava il periodo precedente, sostituita dall'economia di mercato.
Il gran numero di abitanti e la necessità di coordinare la costruzione e la manutenzione dei canali di irrigazione fu all'origine del sorgere delle prime forme di Stato, sovvenzionato dalle tasse. La prima forma di governo fu quella della città-stato, seguita da quella del regno e infine da quella dell'impero, per ampliamenti successivi di territorio, ottenuti attraverso guerre di espansione. L'eccedenza di cibo originò un commercio regolare anche su grandi distanze, che generò ulteriore ricchezza, anch'essa tassata a vantaggio dello Stato.
La popolazione, che nel periodo precedente era suddivisa in base ai legami familiari, venne suddivisa in classi sociali connotate da forti disuguaglianze; al vertice era la classe dirigente e alla base le persone ridotte in schiavitù. La classe dirigente promosse l'esecuzione di imponenti lavori pubblici e la costruzione di grandiosi monumenti, simbolo della potenza dello Stato. Le nuove condizioni di vita portarono anche alla nascita di un tipo di religiosità completamente diverso da quella precedente: si sviluppò infatti un politeismo antropomorfo, espressione dell'identità sociale dello Stato e regolato da una classe di sacerdoti. In tutte le civiltà dell'Età antica, larghi settori della popolazione, svincolati dalla necessità inderogabile di produrre cibo tipica dell'età precedente, poterono dedicarsi ad attività non produttive, e la divisione del lavoro divenne sempre più decisa. Questo fenomeno permise la nascita di scienze esatte e predittive come l'aritmetica, la geometria e l'astronomia. Anche l'arte divenne espressione della potenza dello stato; a tal fine erano concettualizzati gli stili artistici.
L'inizio dell'Età antica coincise dunque con la nascita della città e dello Stato; il presupposto di questi fenomeni fu la Rivoluzione neolitica a cui seguì, in alcune aree, tipicamente vicine a grandi fiumi, la Rivoluzione urbana. I fenomeni più gravidi di conseguenze della Rivoluzione urbana, assenti nel periodo precedente, sono la contrapposizione tra città e campagna e la formazione di una classe dirigente di re e sacerdoti: la differenza più appariscente tra l'Età antica e il periodo precedente fu l'espansione demografica ed urbanistica, ma la differenza sostanziale fu la nuova organizzazione sociale.
L'invenzione della scrittura è dunque considerabile l'evento che segna l'inizio dell'Età antica non per il suo valore intrinseco, ma perché la scrittura è un indicatore della nascita della civiltà urbana. Scrive Mario Liverani a proposito:
A ciò si aggiunga un altro fattore che ha portato a ridimensionare l'assunto tradizionale che lega l'inizio dell'Età antica alla nascita della scrittura: il fatto che la storiografia ha smesso di privilegiare il documento scritto come fonte primaria.

## Limiti geografici e cronologici

### Inizio dell'Età antica

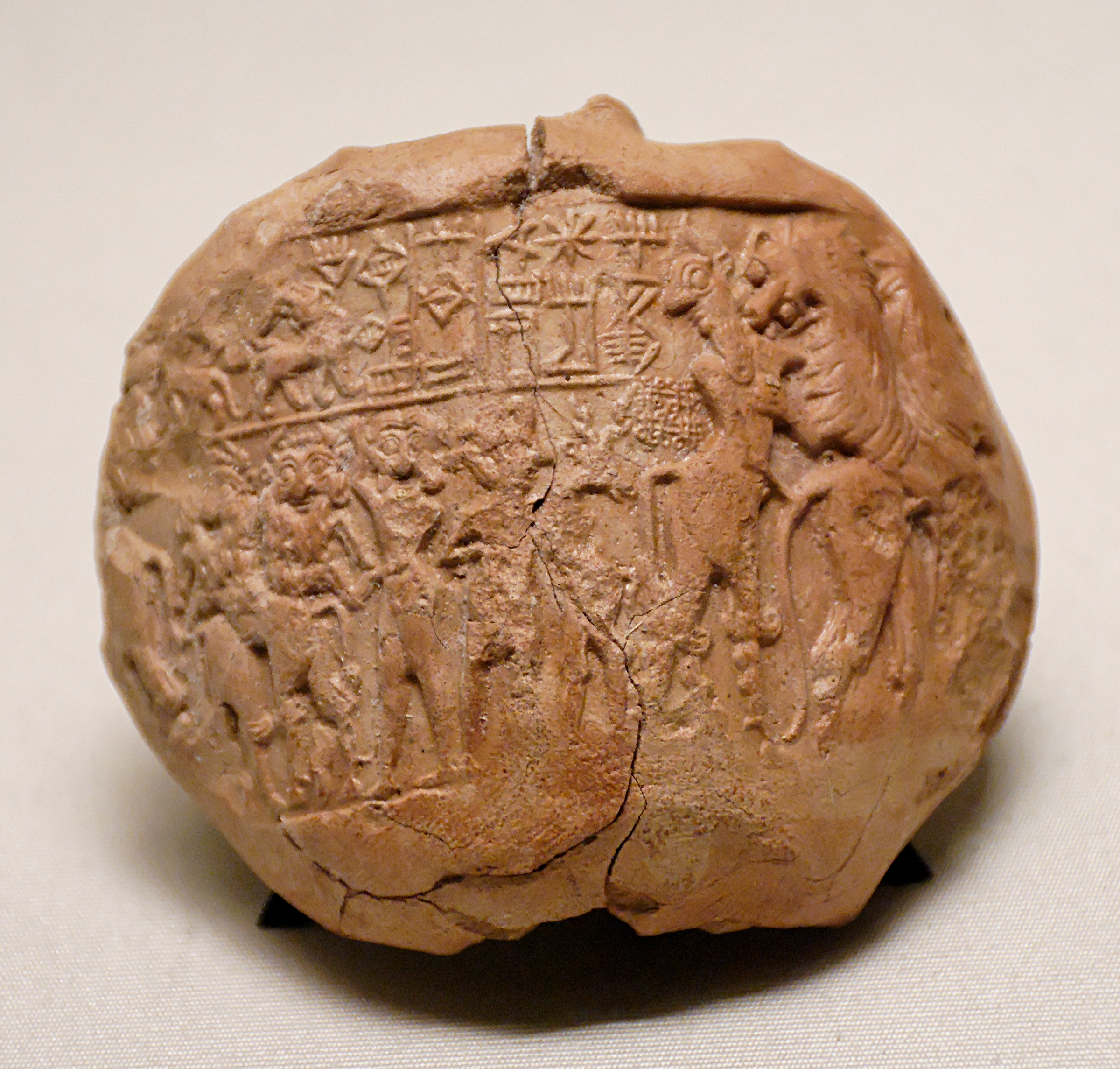
Cretula con l'impronta del sigillo del re Lugalanda di Lagash (2400 a.C. circa)

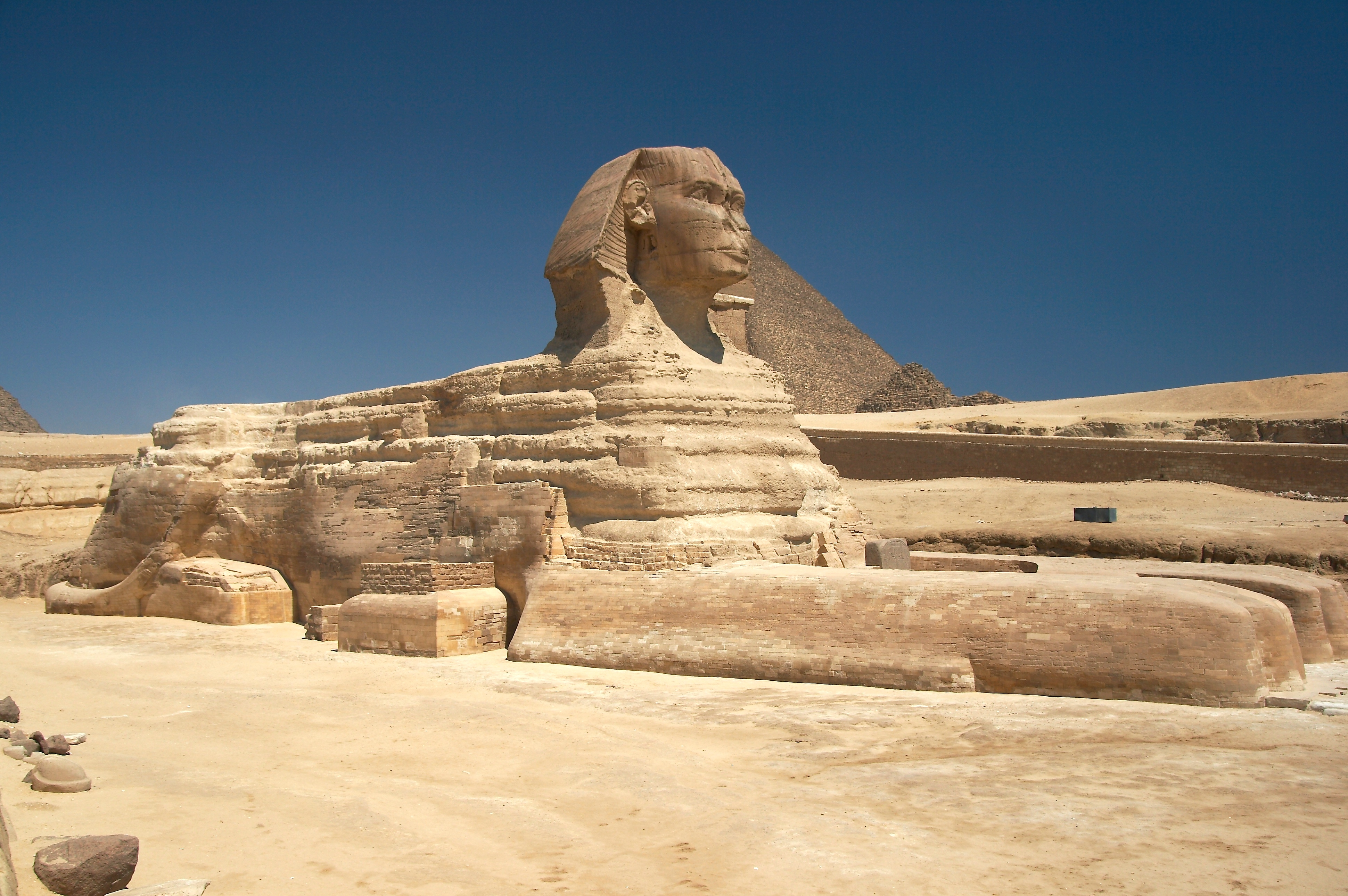
La Grande Sfinge di Giza (2590 a.C. circa)

L'Età antica viene usualmente fatta iniziare con la Rivoluzione urbana e l'invenzione della scrittura, fenomeni strettamente connessi l'uno all'altro, come descritto nella sezione precedente.
La Rivoluzione urbana e l'invenzione della scrittura si attuarono dapprima nelle cosiddette culle della civiltà, ovvero le seguenti cinque aree: in Asia la Mesopotamia, la valle dell'Indo e la valle del Fiume Giallo, in Africa l' Egitto e in America la Mesoamerica. Le Ande centrali rappresentano un caso particolare, perché in quest'area la nascita delle città non fu accompagnata dall'uso della scrittura. In ciascuna di queste aree, la Rivoluzione urbana e l'invenzione della scrittura si attuarono in momenti storici diversi:
- in Mesopotamia fu un fenomeno precoce, che può ritenersi consolidato intorno al 3500 a.C.[10][11] e fu qui infatti che si localizza la prima città della Storia: Uruk[12];
- in Egitto intorno al 3100 a.C.[11];
- nella valle dell'Indo intorno al 2600 a.C.[13];
- nella valle del Fiume Giallo intorno al 1500-1000 a.C.[2];
- in Mesoamerica intorno al 650 d.C.[14].

A partire dalle culle della civiltà urbana, il processo di formazione delle città si diffuse ampiamente nel corso dei secoli, a cominciare dall'Iran, dall'Asia centrale, dalla Grecia, dall'Arabia meridionale e dal Perù; poi il processo si estese anche nelle aree limitrofe, ma non arrivò ovunque: in vaste regioni del pianeta permasero civiltà di tipo neolitico o anche paleolitico sino alle soglie dell'Età contemporanea.
Per ciò che riguarda in particolare il Medio Oriente, l'Europa e le coste mediterranee, queste aree erano caratterizzate alla ricchezza degli scambi culturali reciproci, rispetto ai quali il Mediterraneo ebbe una funzione mediatrice. L'asse centrale di questa grande area culturale si è andato spostando nel tempo da est verso ovest, a partire dalla Mesopotamia, che per lungo tempo fu considerata l'unica "culla della civiltà". Nel suo complesso, i confini dell'area geografica in questione possono essere indicati nel fiume Indo e nelle Colonne d'Ercole.

### Fine dell'Età antica
Quanto alla fine dell'Età antica, si devono distinguere le varie aree culturali, come esposto di seguito.
- Per quanto riguarda l'area europea, nordafricana e mediorientale, la tradizione storiografica individua la fine dell'Età antica nella caduta dell'Impero romano d'Occidente (476 d.C.). Secondo un criterio minoritario, si fa terminare tale età con la grande ondata delle invasioni barbariche nell'Impero romano (a partire dagli inizi del V secolo) o con il periodo immediatamente successivo alla morte di Giustiniano I (fine del VI secolo), che segna il definitivo tramonto del mondo classico greco-romano.
- In Cina, l'Età antica arriva sino alla fine della Dinastia Han (220 d.C.)[16].
- In India, l'Età antica finisce con l'invasione degli Unni bianchi, che portò alla fine dell'Impero Gupta, nell'anno 550[17].
- In Giappone, l'età antica finisce con l'avvento della periodo Kamakura (Battaglia di Dan-no-ura, 1185), durante il quale ci furono due tentativi di invasione mongola (1274 e 1281) che, pur respinte, misero in crisi l'Impero, che fu devastato da una guerra civile che portò a uno scisma dinastico[18].
- In Persia, è considerata fine dell'Età antica la conquista islamica dell'Impero sasanide (651) segnata dall'uccisione dell'ultimo imperatore Yazdgard III[19].

### Età classica

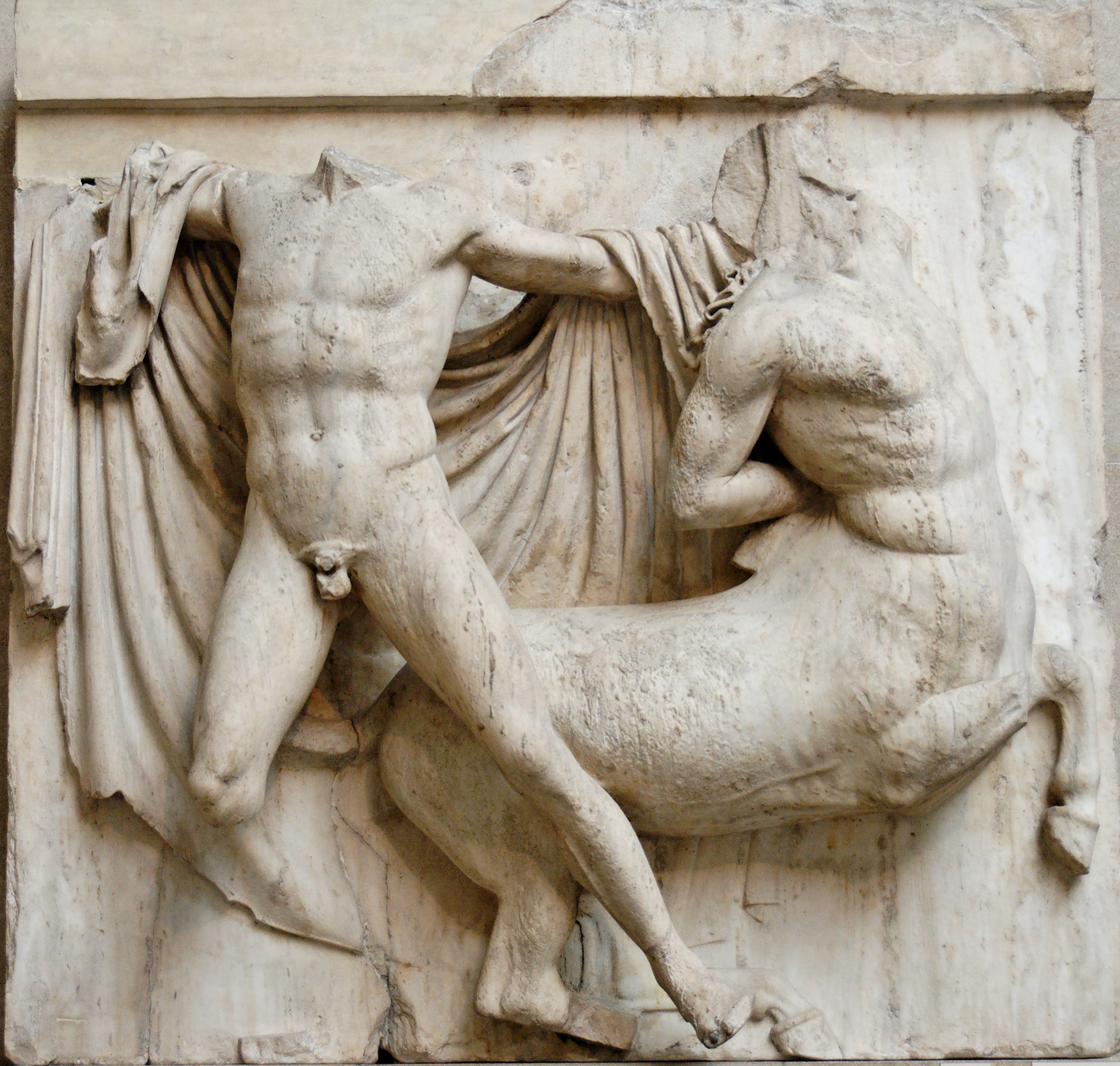
Metopa del Partenone (447-433 a.C. circa)

Nelle varie civiltà, si è soliti distinguere all'interno dell'Evo antico un'età classica, ossia il periodo aureo che ha costituito un punto di riferimento costante per tutta la storia successiva, e che è stata una fonte inesauribile di modelli di ogni tipo, idealizzati o criticati, costantemente reinterpretati e discussi.
Ogni area culturale, naturalmente, ha per il proprio periodo classico date differenti di inizio e di fine, esposte nell'elenco seguente.
- L'età classica greca è quella che va dalla vittoria greca nella battaglia di Salamina (480 a.C.), che anticipò quella che concluse la Seconda guerra persiana, fino alla morte di Alessandro Magno (323 a.C.). L'età classica greca ha il suo apice nell'età di Pericle[21].
- L'età classica romana comprende periodi diversi, a seconda del settore culturale a cui si riferisce: dal punto di vista artistico è quella che va dall'ascesa del primo imperatore, Augusto (27 a.C.), alla morte dell'ultimo imperatore adottivo, Marco Aurelio (180 d.C.)[22], mentre dal punto di vista politico corrisponde alla cosiddetta "età aurea", ossia il periodo degli imperatori adottivi[23]: Nerva, Traiano, Adriano, Antonino Pio e Marco Aurelio (96 - 192)[24].
- L'età classica cinese è quella della dinastia Han (206 a.C. - 220 d.C.)[25].
- L'età classica indiana è quella dell'Impero Maurya, dell'Impero Gupta e dei secoli tra essi compresi (321 - 550)[26].
- L'età classica giapponese comprende i periodi Asuka, Nara ed Heian (538 - 1185)[27].
- L'età classica maya è quella in cui si sviluppò una civiltà incentrata sulle città-stato e basata sull'agricoltura intensiva (300 d.C. - 900 d.C.)[28] .

Durata dell'età classica nelle varie aree culturali a confronto

### Età preclassica
Il periodo precedente all'età classica è detto in alcune civiltà "età preclassica". Nell'area europea e mediterranea essa ha come limite iniziale l'apparizione delle fonti scritte in aggiunta a quelle archeologiche, mentre un terminus ante quem può corrispondere all'apparizione delle fonti greco-romane. Un'altra cesura decisiva è la costituzione dell'Impero persiano (500 a.C. ca.), fatto che coincide con il definitivo inserimento delle popolazioni vicino-orientali in un'articolazione storica sopra-regionale. Ciò ha a che fare con quanto detto rispetto all'asse geografico: un primo accenno fondamentale di rapporto tra Oriente e Occidente (con l'ingresso di quest'ultimo nella storia illuminata dalle fonti scritte) è rappresentato dall'apparizione dei cosiddetti Popoli del Mare (1200 a.C.): la crisi del XII secolo a.C. comporta un riassetto di vastissima portata nel Vicino Oriente e la stessa scansione tradizionale ottocentesca individuava in questo frangente la separazione tra Età del bronzo ed Età del ferro.

## Le fonti della storia antica

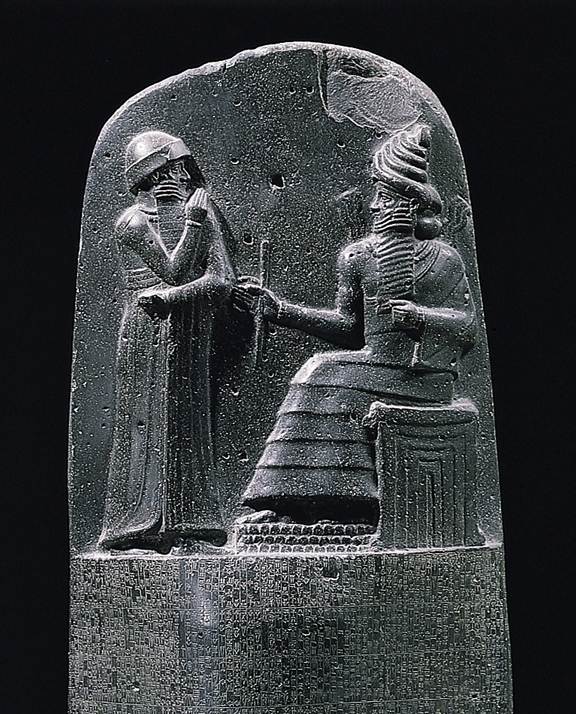
Stele del Codice di Hammurabi (prima metà del II millennio a.C.), al Louvre di Parigi

La principale difficoltà nello studio della storia antica consiste nel fatto che solamente una parte di essa è documentata da fonti scritte e che non tutta la storiografia antica è pervenuta fino ai nostri giorni. Se da una parte alcune antiche civiltà non hanno espresso documenti scritti relativi al loro passato, la stessa storiografia romana, anche se estremamente prolifica, presenta delle lacune, dovute alle modalità di trasmissione: molte opere sono andate interamente perdute, altre ci sono pervenute in parte, di altre abbiamo delle epitomi (compilate spesso per essere trasmesse al posto dell'opera originale in modo tale da risparmiare supporti scrittori, che all'epoca erano molto costosi), solo pochissime ci sono pervenute intere o quasi. Caso esemplare, se vogliamo, è il trattato Ab Urbe condita libri di Tito Livio, opera scritta nel I secolo in 142 volumi, dei quali solamente 35 sono giunti fino a noi. Sono pervenute a noi 140 su 142 Periochae, ovvero i "riassunti" dei libri, composti probabilmente intorno al III-IV sec.
Per meglio comprendere il mondo antico le due principali strade percorribili dagli storici sono: le fonti non scritte, studiate dall'archeologia, e le fonti scritte: documenti ed opere letterarie. L'archeologia è lo studio delle civiltà antiche mediante il ritrovamento, l'analisi e l'interpretazione delle tracce materiali pervenute ai giorni nostri. Attraverso lo studio dei resti archeologici (architetture, manufatti, resti biologici e umani) gli studiosi cercano di interpretare come i popoli del passato hanno vissuto. Accanto all'analisi dei reperti portati alla luce dagli scavi archeologici, lo studio della storia antica si avvale dei resoconti degli storici coevi, le fonti di prima mano per la conoscenza degli eventi relativi al passato. La produzione letteraria degli storici antichi, quali Erodoto, Livio, Polibio, Svetonio, Tucidide, Tacito ed altri, è fonte imprescindibile per la ricostruzione dei fatti e la comprensione del mondo antico. Ulteriori metodi di analisi storiografica antica sono quello comparativo, quello induttivo e quello morfologico.

## Civiltà

### Vicino Oriente antico

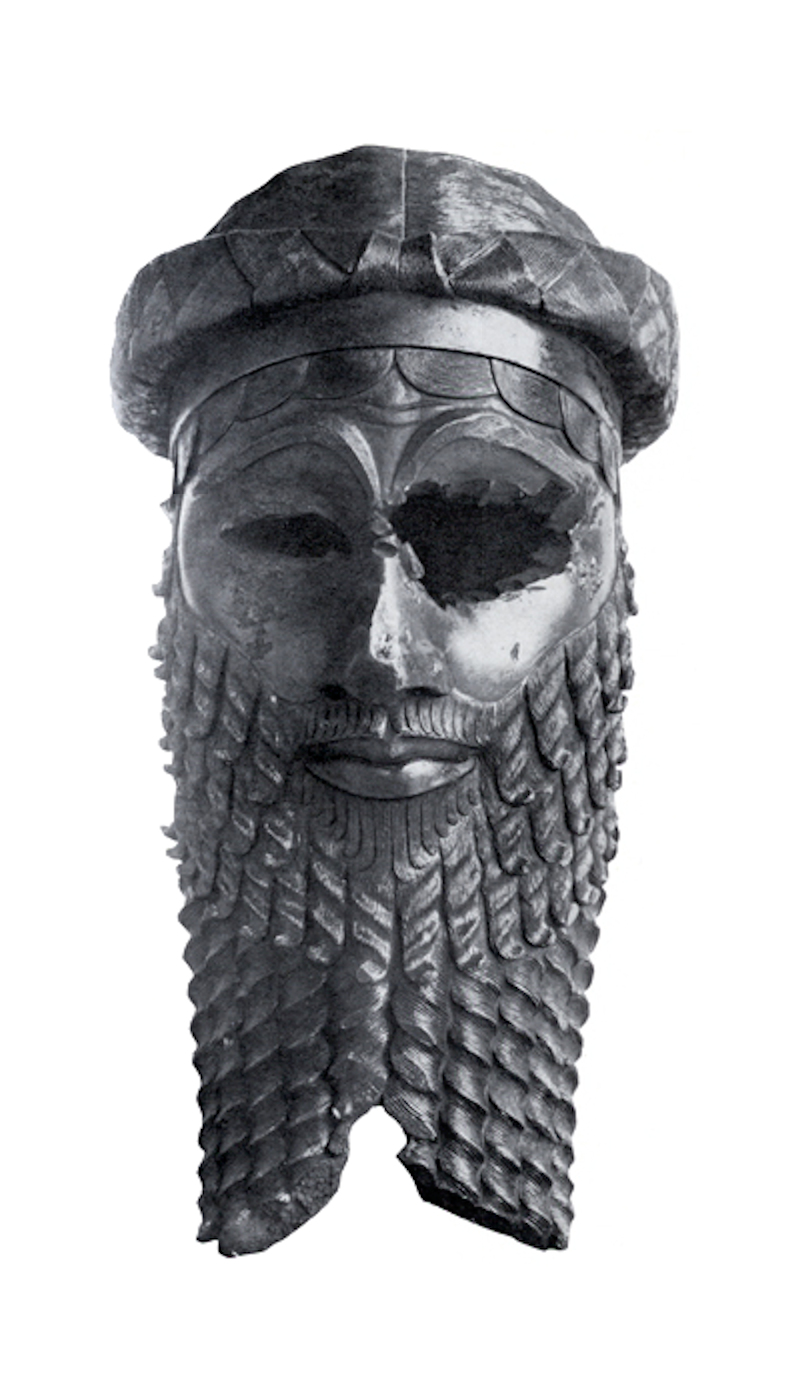
Testa in bronzo di dignitario accadico (forse Sargon di Akkad o Naram-Sin), conservata al Museo nazionale di Baghdad

Il Vicino Oriente è stato spesso definito la "culla della civiltà". In quell'area, a partire dalla metà del IV millennio a.C., si sono sviluppate le prime civiltà urbane di cui ci sia giunta notizia. La prima civiltà della zona fu quella dei Sumeri (4000-2000 a.C.), che erano divisi in città-stato, e inventarono la scrittura cuneiforme, la ruota, la barca, il calendario, l'aratro e i mattoni. Successivamente al breve impero di Akkad, si sviluppò la civiltà babilonese (1800-1200 a.C.), che sotto il re Hammurabi scrisse il primo codice di leggi della storia. L'impero assiro (1200-600 a.C.) conquistò Babilonia e dominò l'intero vicino Oriente fino a una seconda ascesa babilonese, durante la quale furono costruiti i giardini pensili. Gli Ittiti (2000- 1200 a.C.), crearono un impero in Anatolia e scoprirono come lavorare il ferro e come cavalcare i cavalli.
Nella terra di Canaan si formarono due popoli: Ebrei e Fenici. I primi, avevano una religione monoteista e un libro sacro: la Bibbia. Il regno d'Israele intorno al 1000 a.C. entrò in crisi. I Fenici dominarono i commerci grazie ai cedri del libano, e inventarono l'alfabeto moderno. Essi rimasero divisi in città-stato.
Gli Egiziani, intorno al fiume Nilo, svilupparono una loro civiltà. Nel 3050 a.C., re Menes\Narmer unificò l'Egitto, dando inizio all'antico regno(3050 - 2181 a.C.), durante il quale vennero costruite le piramidi. Dopo un periodo di crisi, iniziò il Medio regno (2050 - 1690 a.C.), di scarsa importanza. Il Nuovo Regno (1549 - 1069 a.C.), fu caratterizzato da faraoni guerrieri. Le divinità egizie erano varie, ma le principali erano Anubi, Thoth, Iside, Osiride, Amon-Ra, e altre come Horus e Seth. La scrittura degli egizi è nota con il nome geroglifici, ed è molto complicata. Gli Egizi erano comandati dal faraone, e avevano uno schiavismo sviluppato. Le attività economiche erano sviluppate esclusivamente sulle rive del Nilo.

### Europa centrale

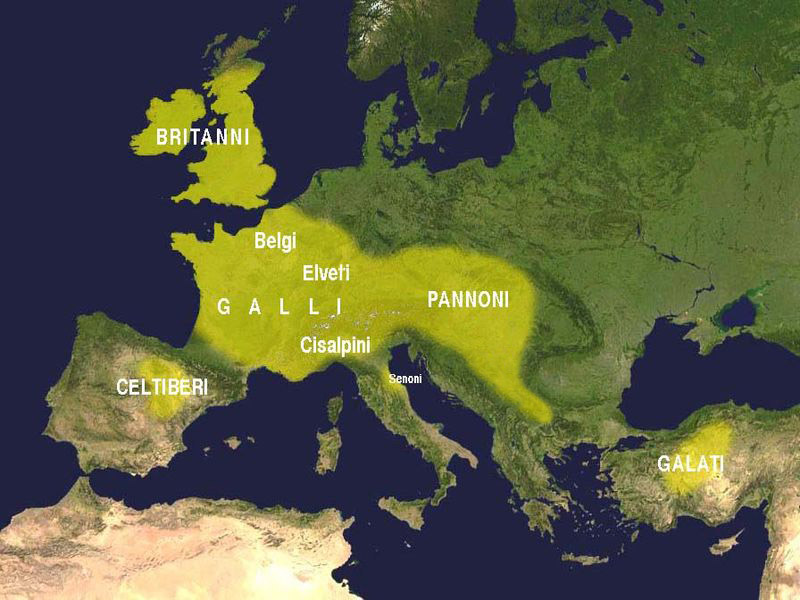
La diffusione dei Celti in Europa all'epoca dell'apogeo della loro civiltà (III secolo a.C.)

L'Europa centrale è caratterizzata dalla civiltà protostorica dei Celti, che toccarono il loro apogeo tra la seconda metà del IV e la prima metà del III secolo a.C.. In quell'epoca, la lingua e la cultura celtica costituivano l'elemento più diffuso e caratteristico dell'intera Europa, interessando una vasta e ininterrotta area che andava dalle Isole Britanniche all'Italia settentrionale e dalla Penisola Iberica al bacino Danubio. Gruppi isolati, inoltre, si erano spinti ancor più a sud, come i Galli Senoni nelle Marche settentrionali e i Galati in Anatolia.

### Antichità classica europea

#### Grecia

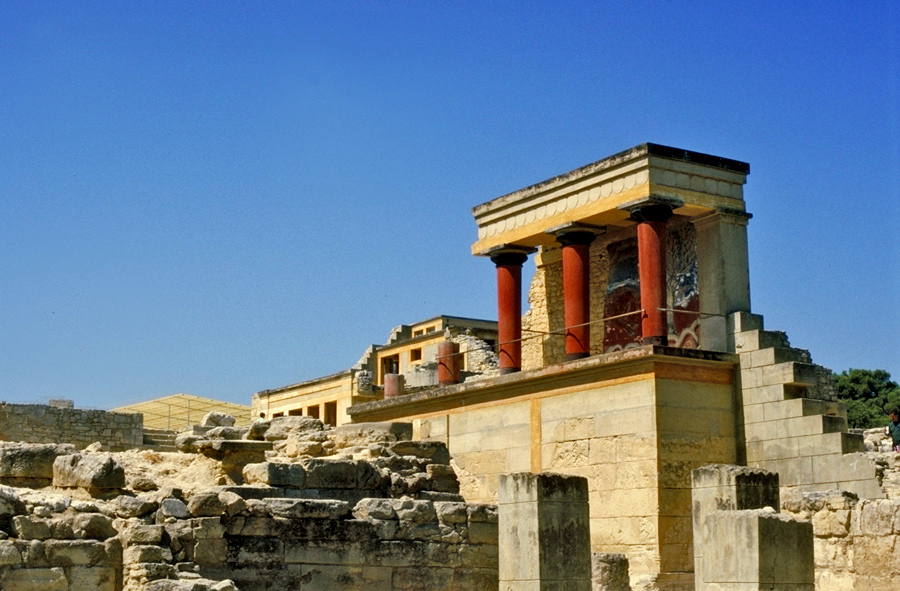
Le rovine del palazzo di Cnosso, sull'isola di Creta, una delle poche tracce rimaste della civiltà minoica

Le testimonianze più antiche della presenza umana nei Balcani, datate 270 000 a.C., si trovano nelle Grotte di Petralona, nella provincia greca settentrionale di Macedonia. Gli insediamenti neolitici in Grecia, risalenti al VII millennio a.C., sono i più antichi in Europa, superando di diversi secoli i successivi, in quanto la Grecia si trovava sulla strada tramite la quale l'agricoltura si diffuse dal Medio Oriente all'Europa. La Grecia è stata la prima area in Europa dove sono sorte civiltà avanzate ed è considerata la culla della civiltà occidentale, cominciata con la civiltà cicladica delle isole egee attorno al 3200 a.C., la civiltà minoica a Creta (2700-1500 a.C.) e quindi la civiltà micenea nel Peloponneso(1900-1100 a.C.). Queste civiltà possedevano la scrittura: quella minoica, non decifrata, è detta Lineare A, mentre quella micenea è detta Lineare B, una forma arcaica del greco. Successivamente, mentre la civiltà cretese entrò in crisi, forse a causa di un evento naturale distruttivo, prevalse la civiltà micenea.

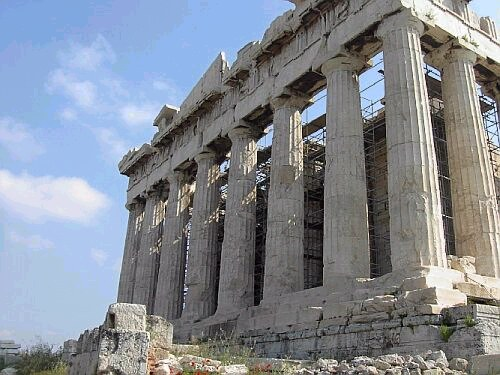
Le rovine del Partenone di Atene, tempio adibito all'adorazione della déa Atena

Alla fine dell'Età del bronzo, dai regni precedentemente esistenti nacque la civiltà greca. La struttura era quella di un insieme di città-Stato (tra le maggiori delle quali ricordiamo Atene, Corinto e Sparta), anche molto differenti in termini di cultura e organizzazione politica ed economica. L'espansione territoriale e la conseguente fondazione di colonie greche diffuse la cultura ellenica in tutta l'Asia Minore e in buona parte del Mediterraneo, trovando un limite nell'espansione dei Fenici.
Nel 500 a.C. l'Impero Persiano controllava un territorio che andava dall'attuale Grecia settentrionale e Turchia fino all'Iran e rappresentava una minaccia per le città-Stato greche. I tentativi di ribellione delle città-Stato greche dell'Asia Minore sottoposte alla dominazione persiana fallirono, quindi la Persia invase la Grecia nel 492 a.C., ma le sue forze dovettero ritirarsi dopo la sconfitta nella Battaglia di Maratona del 490 a.C. Seguì una seconda invasione nel 480 a.C. e, nonostante l'eroica resistenza degli Spartani e degli altri alleati greci alle Termopili, le armate persiane saccheggiarono Atene. A seguito delle successive vittorie greche nel 480 e 479 a.C. a Salamina, Platea e Micale, i persiani furono costretti a ritirarsi una seconda volta. I conflitti militari, noti come guerre persiane, furono guidati principalmente da Atene e Sparta. Tuttavia, il fatto che la Grecia non fosse una nazione unificata faceva sì che i conflitti tra le città-Stato greche fossero frequenti.
La guerra del Peloponneso tra Atene e Sparta (che, però, non fu la prima) fece scivolare la civiltà greca nella crisi, favorendo l'ascesa della città di Tebe, che riuscirà a stabilire un'egemonia di breve durata sulla Grecia. Nel corso del IV secolo a.C. la debolezza conseguente alle lotte interne tra le varie città-Stato resero la penisola ellenica preda del re macedone Filippo II.

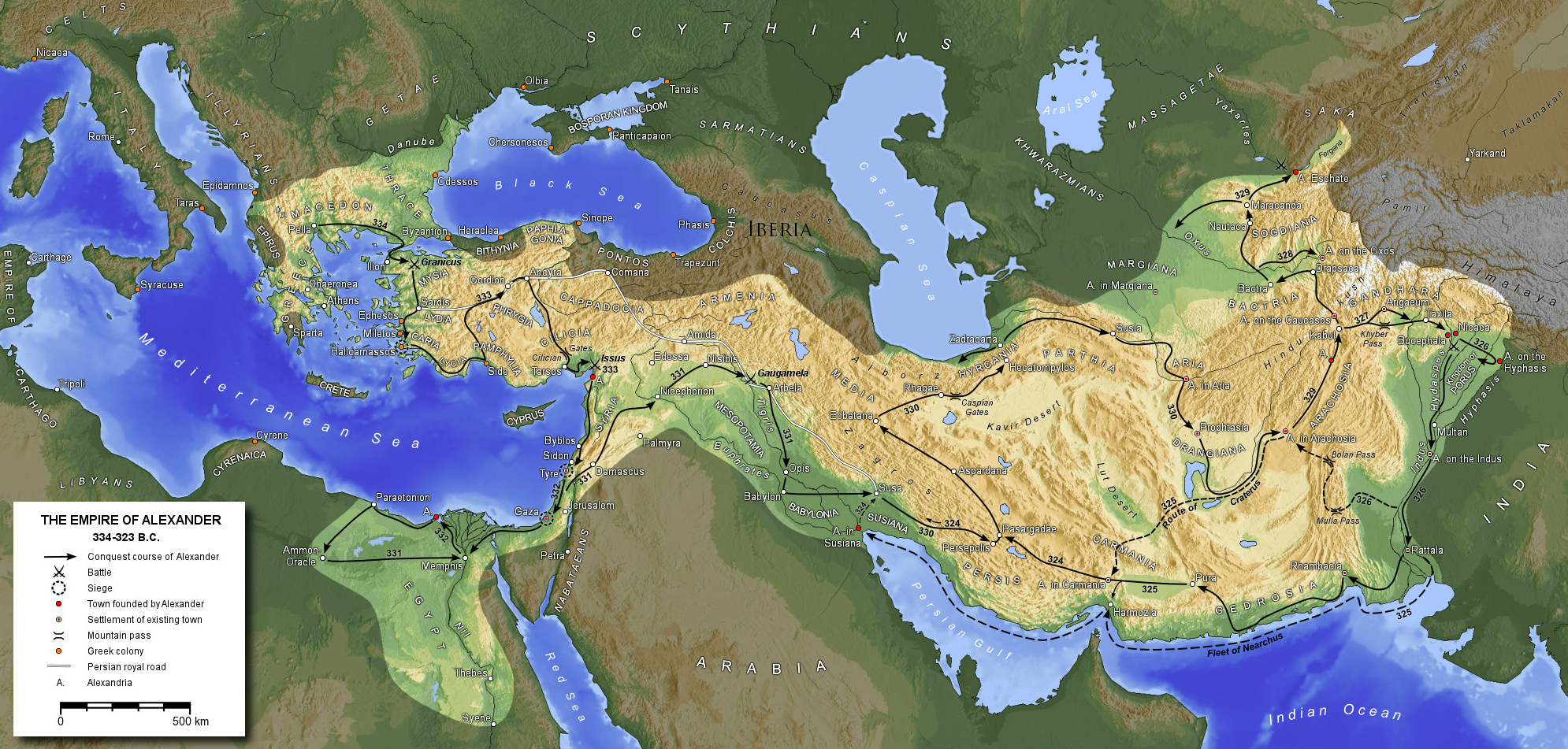
L'impero ellenistico di Alessandro Magno alla sua massima espansione

Dopo l'assassinio di Filippo II, suo figlio Alessandro III (noto come Alessandro Magno) assunse il controllo della Lega di Corinto e, nel 334 a.C., lanciò un'invasione dell'Impero Persiano con le forze combinate di tutti gli Stati greci. Grazie alle vittorie nelle battaglie di Granico, Isso e Gaugamela, i Greci poterono marciare su Susa e Persepoli, l'antica capitale persiana, nel 330 a.C. L'impero fondato da Alessandro Magno si estendeva dalla Grecia a ovest fino al Pakistan a est e all'Egitto a sud, risultando come uno dei più grandi che la storia avesse visto fino ad allora.
Prima della sua improvvisa morte nel 323 a.C., Alessandro Magno stava pianificando un'invasione dell'Arabia. La morte di Alessandro determinò il collasso del vasto impero, che si divise in diversi regni, tra cui i più importanti erano l'Impero seleucide e l'Egitto tolemaico. Altri Stati fondati dai Greci erano il regno greco-battriano e il regno indo-greco in India. Sebbene non potesse essere mantenuta l'unità politica dell'impero di Alessandro, esso diffuse la cultura ellenistica e la lingua greca nei territori conquistati, le quali si sarebbero mantenute per almeno due secoli e, in alcuni territori del Mediterraneo orientale, anche molto più a lungo.

#### Roma

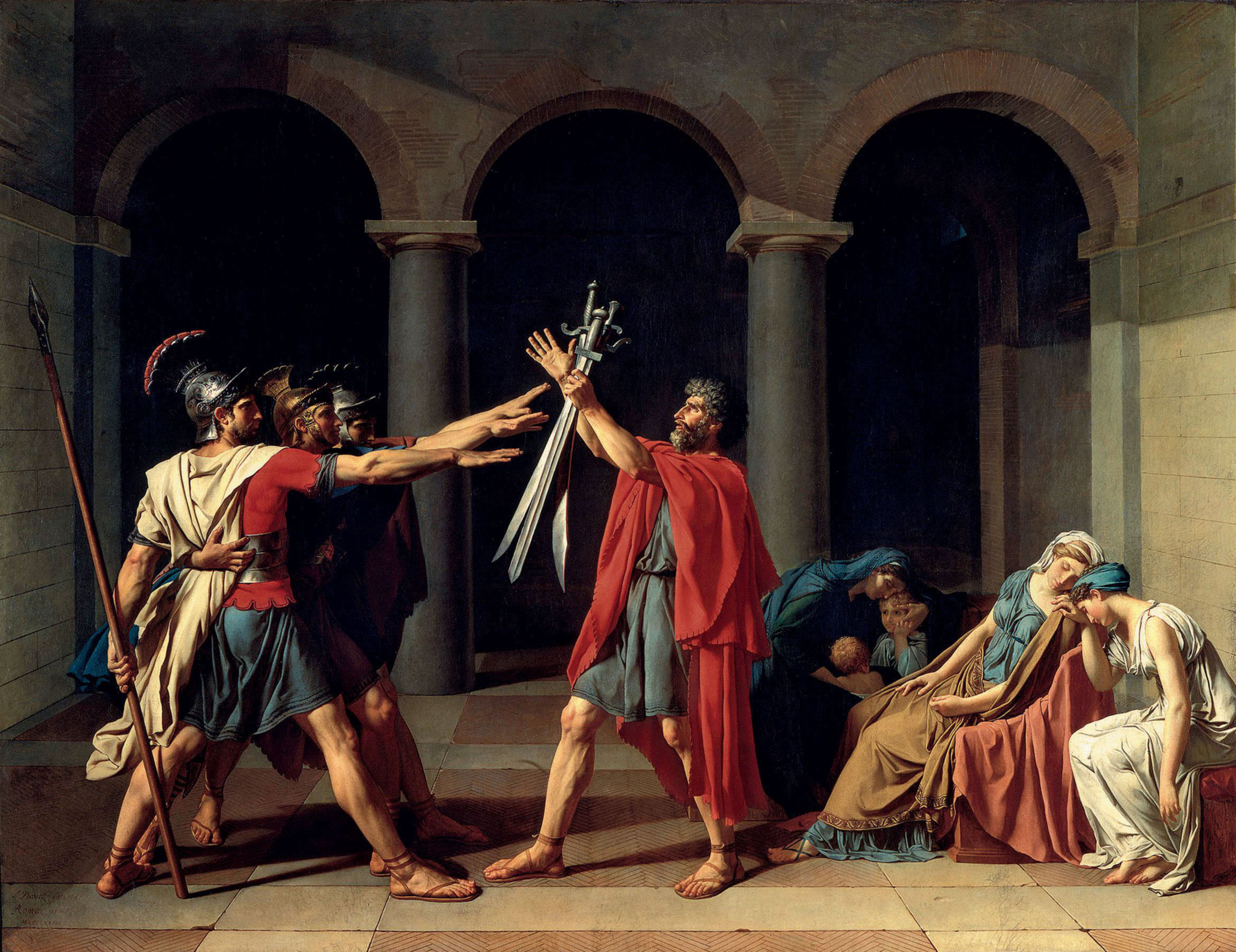
David, Il giuramento degli Orazi

Con Roma venne portata a termine per la prima volta nella storia, fra il III e il I secolo a.C., l'unificazione dell'Italia, dell'Europa occidentale e meridionale e, infine, dell'intero bacino del Mediterraneo. La civiltà romana, nata nell'ambito del mondo latino e italico, rappresenta il più evoluto organismo politico dell'Europa del tempo. Erede di tutte le grandi culture che l'avevano preceduta (in primis di quella etrusca e di quella greca), Roma diffuse il proprio diritto, le proprie istituzioni politiche e militari, la propria lingua, la propria tecnologia e la propria visione aristocratica e universalista della vita e del mondo da Gibilterra alla Scozia, dalla Germania renana alla Mesopotamia. L'Urbe riuscì, col tempo, ad assimilare e legare al proprio destino i Fenici e gli Egizi dell'Africa settentrionale, i Celti d'Europa, molte delle popolazioni germaniche che entreranno in contatto con essa e le popolazioni elleniche o ellenizzate del Mediterraneo orientale, che, con pieno diritto, continueranno ad autodefinirsi romani (Ρωμαίοι), ancora mille anni dopo la caduta dell'Occidente latino.
Fondata secondo la tradizione da Romolo il 21 aprile 753 a.C., Roma fu retta per un periodo di 244 anni da un sistema monarchico, con sovrani inizialmente di origine latina e sabina e, successivamente, etrusca. La tradizione tramanda sette re: lo stesso Romolo, Numa Pompilio, Tullo Ostilio, Anco Marzio, Tarquinio Prisco, Servio Tullio e Tarquinio il Superbo.
Espulso dalla città l'ultimo re etrusco e instaurata una repubblica oligarchica nel 509 a.C., per Roma ebbe inizio un periodo contraddistinto dalle lotte interne tra patrizi e plebei e da continue guerre contro le popolazioni italiche: Etruschi, Latini, Volsci, Equi. Divenuta padrona del Lazio, Roma condusse diverse guerre (contro Galli, Osco-Sanniti e la colonia greca di Taranto, alleatasi con Pirro, re dell'Epiro) che le permisero la conquista della penisola italica, dalla zona centrale fino alla Magna Grecia. Il III e il II secolo a.C. furono caratterizzati dalla conquista romana del Mediterraneo e dell'Oriente, dovuta alle tre guerre puniche (264-146 a.C.) combattute contro la città di Cartagine e alle tre guerre macedoniche (212-168 a.C.) contro la Macedonia. Vennero istituite le prime province romane: la Sicilia, la Sardegna e Corsica, la Spagna, la Macedonia, la Grecia (Acaia), l'Africa.
Nella seconda metà del II secolo e nel I secolo a.C. si registrarono numerose rivolte, congiure, guerre civili e dittature: sono i secoli di Tiberio e Gaio Gracco, di Giugurta, di Quinto Lutazio Catulo, di Gaio Mario, di Lucio Cornelio Silla, di Marco Emilio Lepido, di Spartaco, di Gneo Pompeo, di Marco Licinio Crasso, di Lucio Sergio Catilina, di Marco Tullio Cicerone, di Gaio Giulio Cesare e di Ottaviano, che, dopo essere stato membro del secondo triumvirato insieme con Marco Antonio e Lepido, nel 27 a.C. divenne princeps civitatis e gli fu conferito il titolo di Augusto.
Gradualmente, il Principato lasciò il posto all'Impero, che conobbe la sua massima espansione nel II secolo, sotto l'imperatore Traiano; Roma si confermò caput mundi, cioè capitale del mondo, espressione che le era stata attribuita già nel periodo repubblicano. Il territorio dell'impero, infatti, spaziava dall'Oceano Atlantico al Golfo Persico, dalla parte centro-meridionale della Britannia all'Egitto.

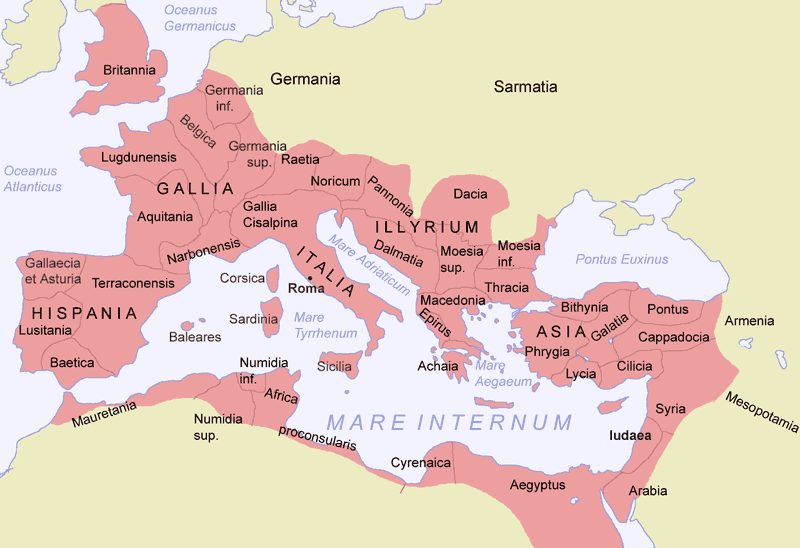
L'Impero romano nel 117 d.C., durante la sua massima espansione

I primi secoli dell'impero, in cui governarono, oltre ad Ottaviano Augusto, gli imperatori delle dinastie Giulio-Claudia, Flavia (a cui si deve la costruzione dell'omonimo anfiteatro, noto come Colosseo) e gli Antonini, furono caratterizzati anche dalla diffusione della religione cristiana, predicata in Giudea da Gesù Cristo nella prima metà del I secolo (sotto Tiberio) e divulgata dai suoi apostoli in gran parte dell'impero.
Il mondo romano conosce il proprio apogeo, sia economico che sociale, nel II secolo. Il secolo successivo invece, è per Roma un'epoca di crisi, determinata in gran parte da una serie di guerre civili.
Quando salì al potere Diocleziano (284), la situazione di Roma era grave: i barbari premevano dai confini già da decenni, le province erano governate da uomini corrotti. Per gestire meglio l'impero, Diocleziano lo divise in due parti: egli divenne Augusto della parte orientale (con residenza a Nicomedia) e nominò Valerio Massimiano Augusto della parte occidentale, spostando la residenza imperiale a Mediolanum. L'impero venne suddiviso ulteriormente con la creazione della tetrarchia: i due Augusti, infatti, dovevano nominare due Cesari, a cui affidavano parte del territorio e che sarebbero diventati, successivamente, i nuovi imperatori. Una svolta decisiva si ebbe con Costantino, che, in seguito a numerose lotte interne, centralizzò nuovamente il potere e, con l'editto di Milano del 313, dette libertà di culto ai cristiani, impegnandosi egli stesso per dare stabilità alla nuova religione. Fece costruire diverse basiliche, consegnò il potere civile su Roma a papa Silvestro I e fondò nella parte orientale dell'impero la nuova capitale, Costantinopoli.
Nel IV secolo si assiste persino a un notevole risveglio culturale che si protrae fino ai primi decenni del V, durante le prime invasioni barbariche. A partire dal 395 l'Impero viene definitivamente suddiviso in due parti, una occidentale e una orientale. In entrambe si è gradualmente imposto, come religione maggioritaria e di Stato, il cristianesimo, che avrebbe fortemente influenzato la storia d'Europa fino ai giorni nostri.
Roma, che non ricopriva più un ruolo centrale nell'amministrazione dell'impero, venne saccheggiata dai Visigoti comandati da Alarico (410); impreziosita nuovamente dalla costruzione di edifici sacri da parte dei papi (con la collaborazione degli imperatori), la città subì un nuovo saccheggio nel 455, da parte di Genserico, re dei Vandali. La ricostruzione di Roma venne curata dai papi Leone I (definito defensor Urbis per avere convinto Attila, nel 452, a non attaccare Roma) e dal suo successore Ilario, ma nel 472 la città fu saccheggiata per la terza volta in pochi decenni (ad opera di Ricimero e Anicio Olibrio). La deposizione di Romolo Augusto del 4 settembre 476 decretò la fine dell'Impero romano d'Occidente e, secondo l'usuale convenzione, l'inizio del Medioevo.

### Asia orientale

#### Cina
La dinastia Xia (夏朝S, Xià cháoP, Hsia-ch'aoW), ca. 2195 a.C. - 1675 a.C., preceduta dai leggendari Tre augusti e cinque imperatori, è la prima dinastia descritta nelle cronache cinesi, come lo Shiji e gli Annali di bambù che riportano i nomi di diciassette Re su quattordici generazioni.
La dinastia Shang (商朝T, ShāngcháoP) o dinastia Yin (殷代T, YīndàiP) (1675 a.C. - ca. 1046 a.C.) è la seconda dinastia cinese storica, che regnò sulla Cina nordorientale, nella valle del Fiume Giallo. Le informazioni sulla dinastia Shang provengono dai resoconti della tarda dinastia Zhou, della dinastia Han, dallo Shiji di Sima Qian e dalle iscrizioni Shang su manufatti di bronzo e sugli ossi oracolari usati per la scapulomanzia, gusci di tartaruga, scapole o altre ossa di animali sulle quali si fu rinvenuto il primo significativo corpus di caratteri cinesi scritti.

#### Corea
Gojoseon fu il primo regno coreano. Secondo il Samguk yusa e altre testimonianze dell'era medievale coreana Gojoseon fu fondato nel 2333 a.C. dal leggendario Dangun, che si diceva fosse disceso dal "Signore del Cielo".
Gli abitanti di Gojoseon erano i discendenti di tribù altaiche migranti che si stabilirono nella Manciuria, nella Cina estremo-orientale a nord del fiume Azzurro e nella penisola coreana. Sono la prima linea ancestrale diretta coreana di cui vi sia testimonianza scritta.
Inizialmente Gojoseon era probabilmente ubicato nel Liaoning, ma intorno al 400 a.C. trasferì la sua capitale a Pyongyang, la capitale della moderna Corea del Nord.

#### Giappone
Con il periodo Asuka si indica il primo periodo buddhista della storia del Giappone, racchiuso convenzionalmente tra il 550 e il 700. Deve il suo nome ad Asuka kyō, che fu spesso la capitale imperiale in quel periodo. Con l'introduzione della nuova religione, se ne determinò un profondo impulso su tutta la cultura successiva del Giappone. Fu anche considerato il periodo iniziale dell'era classica del paese.
Dal 710, anno in cui l'Imperatrice Genmei spostò la capitale a Heijō (odierna Nara), al 784, quando l'Imperatore Kammu la spostò nuovamente a Nagaoka prima di Heian (odierna Kyōto) nel 794, inizia il periodo Nara (奈良時代 Nara-jidai?). Durante questo periodo la capitale non fu sempre Nara: tra il 740 e il 745 infatti la capitale fu spostata per un breve periodo per volontà dell'Imperatore Shōmu.
Il periodo Heian (平安時代 Heian jidai?) viene compreso tra l'VIII e il XII secolo (794-1185), prende il nome dalla capitale del tempo, Heian-kyō, l'attuale Kyoto. Il periodo Heian fu culturalmente molto ricco, e rappresenta un periodo di apogeo sia per l'assimilazione della cultura cinese e del buddhismo, sia per la produzione letteraria, sia per lo sviluppo di una raffinatissima cultura aristocratica. Tra la produzione letteraria del periodo, alcuni classici e capolavori della letteratura giapponese, come il Genji monogatari, o lo Ise monogatari. In questo periodo il potere politico dell'imperatore inizia ad affievolirsi favorendo l'ascesa al potere della classe militare (bushi) che dominerà il Giappone in tutto il periodo a seguire fino alla modernizzazione (1868 - Meiji Isshin, o Restaurazione Meiji).

### Africa settentrionale

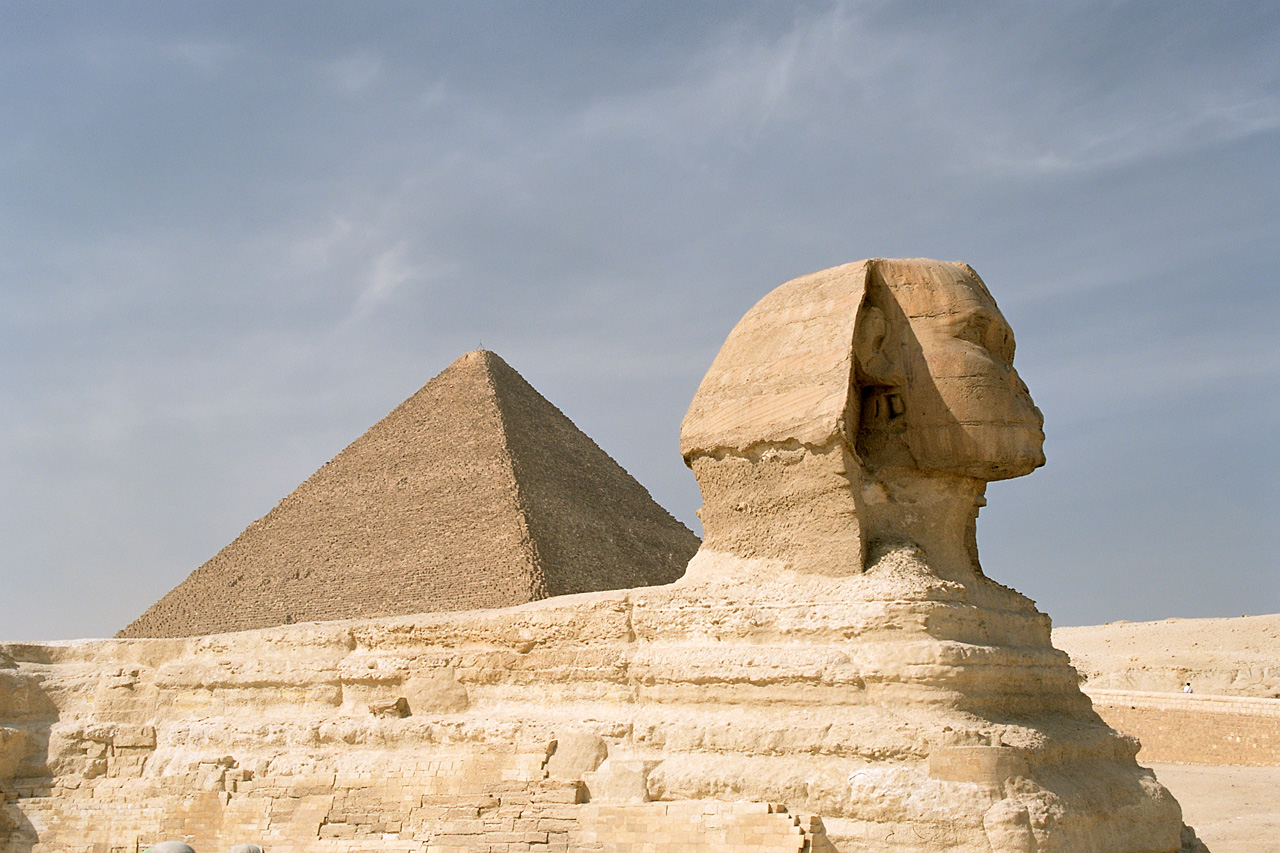
La sfinge di Giza (sullo sfondo la piramide di Cheope)

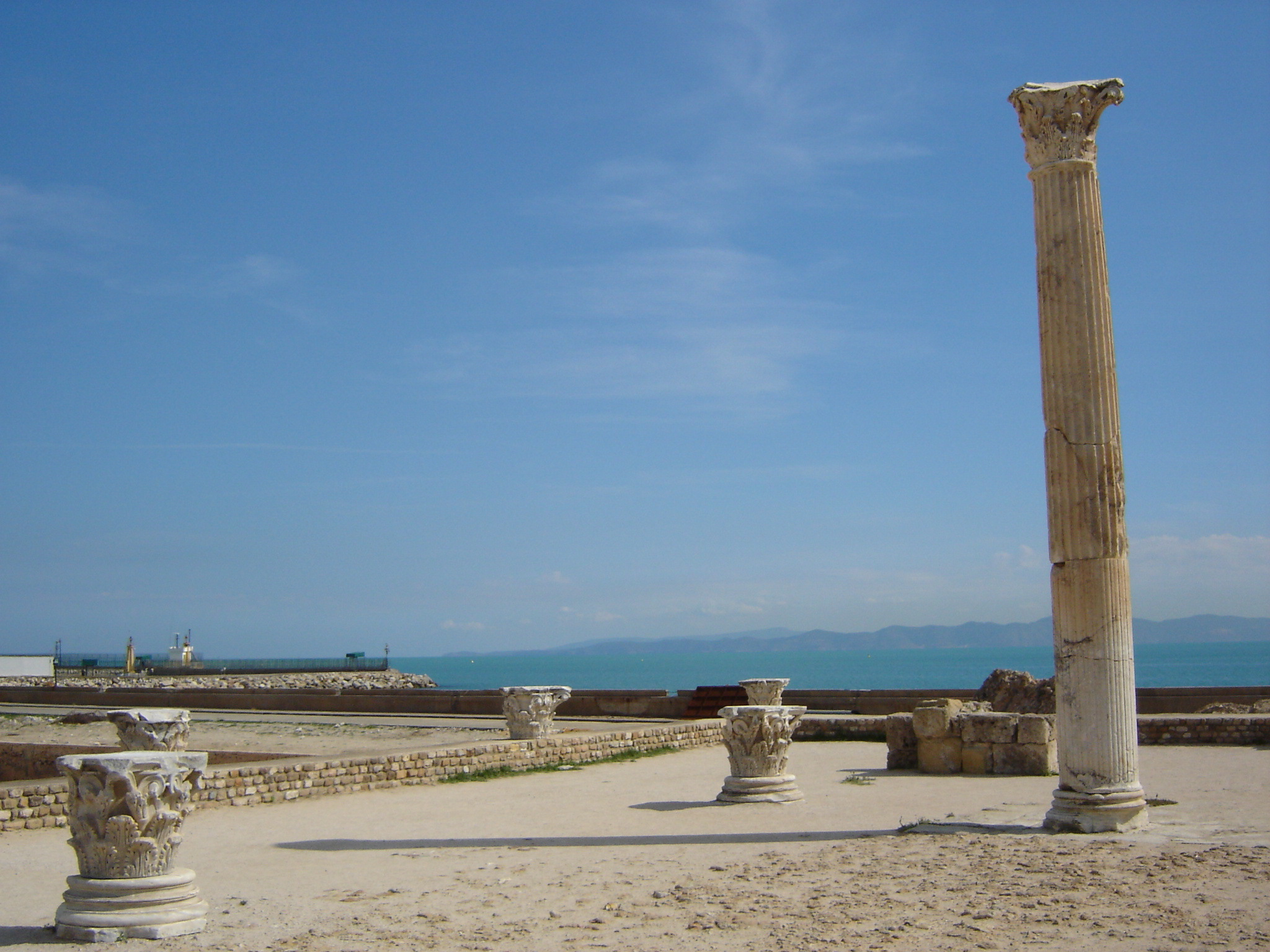
Resti di Cartagine

I primi esempi di documentazione scritta in Africa arrivano dall'antico Egitto. Verso il 3100 a.C., l'Egitto ha iniziato il suo cammino verso l'unità territoriale sotto un solo leader, conosciuto come Narmer. Da allora, l'Egitto è stato governato da trenta diverse dinastie. I molti monumenti rimasti testimoniano la forza economica, militare e sociale che l'Egitto ha saputo produrre lungo i secoli.
Nel passato si vedeva la civiltà egiziana come un'espressione della cultura mediterranea e appartenente al mondo occidentale. Oggi, dopo i risultati di ricerche storiche e linguistiche, si riconosce che il problema è ben più complesso. L'Egitto dei faraoni ha avuto intensi contatti con l'Africa subsahariana, ne è stato addirittura colonizzato per vari decenni – tutti i faraoni della 25ª dinastia erano nubiani –, e con Nubia ed Etiopia vi erano scambi fiorenti.
Poco prima della desertificazione del Sahara, le comunità che saranno poi coinvolte nello sviluppo dell'Egitto parteciparono alla rivoluzione agricola con l'inizio delle coltivazioni e dell'allevamento. È poi nella Nubia che si trova il più grande numero di piramidi, altra prova dell'importanza di questa regione, conosciuta nella Bibbia come Kush.
In tempi più recenti, Fenici, Greci e Romani hanno combattuto con le popolazioni berbere per il controllo del Nordafrica.
I fenici fondarono varie colonie lungo tutta la costa, normalmente ad un giorno di navigazione una dall'altra, già prima dell'anno 1000 a.C. Alcune di queste, come Cartagine (814 a.C.) diventarono città autonome e addirittura stati nazione con un vasto raggio di controllo nel Mediterraneo. È intorno a questo tempo che la lavorazione del ferro è divenuta molto comune in tutta la regione. La tecnologia del ferro da qui si propagò fino all'Africa Occidentale in pochi secoli.
Colonie greche iniziarono ad essere fondate già nel VII secolo a.C. Importante è stata l'influenza di Alessandro il Grande in Egitto, con la fondazione di Alessandria (332 a.C.) e la dinastia tolemaica che governò l'Egitto ellenistico sino alla conquista romana.